# Criterium
Il criterium è un genere di gare sportive poco competitive. Vengono organizzati per diversi sport.

## Ciclismo
Un criterium è una corsa ciclistica su strada di lunghezza ridotta in cui viene ripetuto più volte lo stesso circuito. La classifica viene stilata in base all'ordine d'arrivo oppure, similarmente ad una corsa a punti su pista, in base al numero di giri percorsi e al numero di punti ottenuti negli sprint intermedi.
Gare di questo tipo non rientrano nel calendario del World Tour e dei circuiti continentali UCI.

### Regolamento
I criterium si disputano, anche in notturna, su circuiti che da regolamento UCI devono essere di lunghezza compresa tra 800 m e 10 km. La lunghezza complessiva massima della corsa viene determinata in base alla lunghezza del circuito: da 80 km per i circuiti di meno di 1600 metri a 150 km per quelli di lunghezza superiore a 4 km. Solitamente la durata totale della gara è inferiore ad una normale corsa in linea su strada, ne consegue un'alta velocità media ed un'elevata intensità dello sforzo. 
Nel caso di gara a punti, i traguardi intermedi sono posti sulla linea del traguardo, a distanza di un certo numero fisso di giri. La classifica finale viene stilata in base al maggior numero di giri percorsi, e in seconda battuta al numero di punti ottenuti, al numero di vittorie negli sprint intermedi, al piazzamento nello sprint finale. Nelle gare di questo tipo, al doppiaggio subito (per gruppi di meno di 20 ciclisti) consegue l'eliminazione dalla corsa.
Oltre al premio per il vincitore ed i piazzati a fine corsa, possono essere assegnati altri premi in denaro per gli eventuali traguardi intermedi. Talvolta sono previste ricompense fisse in denaro anche per la sola partecipazione alla corsa: in tal caso l'accordo viene preso con un contratto sottoscritto dal ciclista (con eventualmente un rappresentante della squadra) e dall'organizzatore.

### Diffusione
Per la loro semplicità nell'organizzazione e il poco spazio richiesto, i criterium sono molto popolari in alcune nazioni: prima di tutto nei Paesi Bassi e in Belgio, specialmente nelle Fiandre, dove nascono, ma anche negli Stati Uniti d'America, dove sono il tipo di gara ciclistica più popolare, anche nella variante dedicata alle mountain bike.
I criterium con il maggior seguito e il miglior lotto di partenti sono di solito quelli che si tengono nella settimana seguente alla fine del Tour de France.

## Pugilato
Nel pugilato i Criterium sono gare di attività giovanile (dai 5 ai 13 anni); possono essere regionali o interregionali. Consistono in gare miste ludico-sportive, con prove su coordinazione e tecnico tattica; debbono prevedere la partecipazione di almeno 2 associazioni con almeno 10 atleti di diverse qualifiche (Cuccioli, Cangurini, Canguri, Allievi).